# Gonda László (tanár)
Gonda László (Olaszliszka, 1831. január 17. – Pest, 1872. március 5.) tanár, református lelkész, országgyűlési képviselő.

## Élete
Olaszliszkán született köznemes szülőktől; a sárospataki, majd a miskolci gimnáziumban tanult. A szabadságharcban gyenge testalkata miatt nem vehetett részt; ez idő alatt mint magánnevelő, önképzésére s különösen idegen nyelvek elsajátítására fordította idejét. A harc lezajlása után a debreceni kollegiumba ment jogot és teológiát tanulni. Midőn tanulópályáját, a jurátosságot és köztanítóságot bevégezte, hogy a német nyelvet alaposan elsajátíthassa, Szepesmegyébe ment. Innét visszajövén a papi vizsgát letette s a debreceni református egyházban azonnal mint segédlelkészt alkalmazták. Az 1855–1856. iskolai évben a máramarosszigeti gimnáziumba választották meg tanárnak. Midőn Békés városa 1861-ben megalakítá reálgimnáziumát, meghívta őt igazgató-tanárnak. Ez időtől fogva egészen a tanügynek élt és az intézet fölvirágzásán fáradozott. Békésen 1862 októberében olvasótársaságot hozott létre, melynek másod-elnöke volt és estélyein felolvasásokat tartott. Az országos-köznevelési egyesületnek is buzgó tagja volt. Érdemeinek elismeréseül Békés városa 1869. március 16-án megválasztotta országgyűlési képviselőnek; mindvégig a 48-as párt elveihez ragaszkodott, és a 48-as körnek jegyzője is volt.
Cikkei megjelentek a Protestáns Népkönyvtárban (1857), a Sárospataki Füzetekben (1860–61., 1863. A természettudományok fejlődése a theologiára vonatkozással, 1864. A természettudomány és theologia, Oroszország vallási türelmetlensége, 1865. 1867. sat.), a Sárospataki Naptárban (1860–61.), a Protestáns Egyházi és Isk. Lapban (1860), az Egyházi Kincstárban, néha Kentron névvel is; irt az aradi Alföldbe (1864-65.), az Uj Korszakba (1865. Ó- és ujkorszak, Közoktatásügyünk viselt dolgai, Iskolai Kormányzat sat.), a Kertész Gazdába (1868. A gazdászat abc-je, Egy faiskola története), végre irt publicistikai czikkeket a Magyar Ujságba s a 48-as párt többi közlönyeibe névvel és névtelenűl.

## Munkái
- Kalászok az ó-szövetségi sz. költészet mezőin. Herder szerint. Pest, 1861.
- Igazgatói jelentés a békési ref. reálgymnasium állásáról. Békés-Gyula, 1864.
- Kéretlen szavazat a békési pap-választáshoz. Békés-Gyula, 1866.
- Iskola és egyház. Tanító és pap levelei. I. füzet. Békés-Gyula, 1868.
- Egy baj a sok közűl. Békés-Gyula, 1866.
- Gróf Széchenyi István napjaink történelmében Pest, 1868. (Névtelenűl).
- Hazai közművelődésünk ügye. Pest, 1870.
- Mi köze van a mezei gazdászatnak a műveltséghez? Pest, 1871.
- Rák-könyvecske. Az okossággal ellenkező gyermek-növelésnek példái, melyeket mi ne kövessünk. Salzmann G. K. után átdolgozta. Bpest, 1873.

Szerkesztette Pesten az Évnegyedi Szemlét a magyar társadalom, politika s közművelődés köréből 1867-68-ban, négy füzetben és az Irodalmi Szemlét, az Uj Korszak 1. és 2. évnegyedéhez 1868-ban, két füzetben és az országos köznevelési egyesület hivatalos havi közlönyét a Haladást Schvarcz Gyula mellett névtelenül 1871-72-ben.
Több munkája maradt kéziratban, a philosophiai és természetbölcselet köréből, melyeket leginkább angol szerzők nyomán irt; továbbá külföldi utazásáról (Trieszt, Velencze) szóló naplója; az 1869-72-ben országgyűlésről vezetett jegyzetei; Előkészület a magyar protestáns lelkipásztori műveltséghez c. több kötetes műve sat.
Levelei (ismeretlenhez) Békés, 1862. dec. 28. (az olvasó-társaságokról, Szinnyei József bibliográfus gyűjteményében), Erdélyi Jánoshoz, Békés, 1864-1865-ből négy az Erdélyi Tárban, dr. Erdélyi Pál birtokában.